# Lac de Chiberta
Le lac de Chiberta est un lac situé dans la forêt de Chiberta (pignada) sur le territoire de la ville d’Anglet (Pyrénées-Atlantiques).

## Histoire
Il est appelé lac de Chiberta pour la première fois en 1832 dans une délibération.
En 1927, le duc de Windsor commissionne Tom Simpson pour la création d'un cours de golf autour du lac.
Depuis 1986 on n’a plus accès aux berges du lac, du fait d’un décret municipal signé par l’ancien maire d’Anglet Victor Mendiboure.
En 2017, une station de pompage construite au bord du lac est inaugurée.

## Description
Le lac de Chiberta a une profondeur maximale d’environ 1,5 m.
Le lac sert à capturer les eaux des pluies. Il est cependant interdit de déverser les excédents d'eau douce du lac dans l'océan lors de fortes pluies. L'irrigation du lac et des eaux du golf de Chiberta est redirigée vers Anglet.